# Paratheuma shirahamaensis
Paratheuma shirahamaensis là một loài nhện trong họ Desidae.
Loài này thuộc chi Paratheuma. Paratheuma shirahamaensis được miêu tả năm 1960 bởi Oi.